# 우강초등학교
우강초등학교는 대한민국 충청남도 당진시 우강면 송산리에 있는 공립 초등학교이다.

## 학교 연혁
| 1929년 | 6월 10일  | 범천공립보통학교 설립인가                       |
| 1938년 | 4월 1일   | 범천공립심상소학교로 개칭                       |
| 1941년 | 4월 1일   | 범천공립국민학교로 개칭                         |
| 1942년 | 4월 1일   | 우강공립국민학교로 개칭                         |
| 1949년 | 12월 31일 | 우강국민학교로 개칭                             |
| 1981년 | 3월 1일   | 병설유치원 개원                                 |
| 1996년 | 3월 1일   | 우강초등학교로 개칭                             |
| 2003년 | 3월 1일   | 부장분교장 통폐합                               |
| 2003년 | 6월 1일   | 다목적강당 준공(646.95)                         |
| 2007년 | 3월 1일   | 내경초등학교 통폐합                             |
| 2020년 | 1월 3일   | 제90회 졸업식(졸업생 9,040명)                   |
| 2020년 | 3월 1일   | 초등학교 7학급(특수1학급 포함)유치원 1학급 편성 |

## 참고 자료
- 우강초등학교 - 한국교육학술정보원 학교알리미

## 학교 상징
- 교화 - 장미 : 야생종이 북반구의 한대아한대온대아열대에 분포하며 약 200종이 알려져 있다. 삼국시대에 장미라는 이름이 나왔으며 줄기가 자라는 모양에 따라 덩굴장미와 나무장미로 나뉜다. 장미는 꽃이 아름답고 색채가 다양하며, 방향성이 구비되어 있다. 그래서 화단과 온실 모두에서 재배되고, 화분과 꽃꽂이용 모두 이용된다.
- 교목 - 향나무 : 향나무과에 딸린 늘 푸른 큰키나무로 높이 20m에 달한다. 세 가지는 녹색이고 3년생 가지는 검은 갈색이며 잎은 바늘 모양이다. 목재를 향으로 써왔기 때문에 향나무라고 한다. 연필재·조각재·가구재·장식재 등에 사용한다. 한국·일본·중국 및 몽골에 분포한다.